# Campionati del mondo di atletica leggera indoor 2012 - Salto triplo femminile
La gara del salto triplo femminile si è tenuta il 9 (qualificazioni) ed il 10 marzo 2012. Hanno partecipato alla gara 30 atlete da 20 nazioni differenti. La qualificazione per partecipare al mondiale era fissata a 14,10 m.

## Risultati

### Qualificazione
Si qualificava alla finale ad 8 chi saltava a 14,30 m oppure rientrava tra le prime 8.
| Pos | Gruppo | Nome                    | Nazione       | #1    | #2    | #3    | Ris   | Note  |
| --- | ------ | ----------------------- | ------------- | ----- | ----- | ----- | ----- | ----- |
| 1   | A      | Yamilé Aldama           | Gran Bretagna | 14.62 |       |       | 14.62 | Q, SB |
| 2   | A      | Olga Rypakova           | Kazakistan    | 14.39 |       |       | 14.39 | Q     |
| 3   | B      | Anna Krylova            | Russia        | 14.01 | 14.27 | x     | 14.27 | q     |
| 4   | B      | Li Yanmei               | Cina          | 14.23 | x     | -     | 14.23 | q, SB |
| 5   | A      | Mabel Gay               | Cuba          | x     | x     | 14.22 | 14.22 | q     |
| 6   | A      | Dana Velďáková          | Slovacchia    | x     | 14.21 | x     | 14.21 | q, SB |
| 7   | B      | Kimberly Williams       | Giamaica      | 14.09 | 14.15 | 13.88 | 14.15 | q     |
| 8   | B      | Yargelis Savigne        | Cuba          | 13.84 | 14.00 | 14.09 | 14.09 | q     |
| 9   | A      | Marija Šestak           | Slovenia      | x     | 14.05 | 14.04 | 14.05 |       |
| 10  | A      | Viktoriya Valyukevich   | Russia        | 13.71 | 13.49 | 14.00 | 14.00 |       |
| 11  | A      | Níki Panéta             | Grecia        | 13.45 | 13.98 | 13.81 | 13.98 |       |
| 12  | B      | Mayookha Johny          | India         | 13.74 | 13.95 | x     | 13.95 | NR    |
| 13  | A      | Aleksandra Kotlyarova   | Uzbekistan    | 13.67 | 13.66 | 13.95 | 13.95 |       |
| 14  | A      | Baya Rahouli            | Algeria       | 13.83 | x     | x     | 13.83 |       |
| 15  | A      | Cristina Bujin          | Romania       | 13.75 | x     | 13.80 | 13.80 |       |
| 16  | B      | Irina Litvinenko Ektova | Kazakistan    | 13.26 | 13.62 | 13.70 | 13.70 |       |
| 17  | B      | Kristin Gierisch        | Germania      | 13.67 | 13.67 | -     | 13.67 |       |
| 18  | B      | Kseniya Dziatsuk        | Bielorussia   | 13.49 | x     | 13.66 | 13.66 |       |
| 19  | B      | Adelina Gavrilă         | Romania       | x     | 13.63 | 13.65 | 13.65 |       |
| 20  | A      | Petia Dacheva           | Bulgaria      | 13.65 | 13.60 | x     | 13.65 | SB    |
| 21  | B      | Hanna Knyazeva          | Ucraina       | 13.65 | 13.51 | 13.28 | 13.65 |       |
| 22  | B      | Gisele de Oliveira      | Brasile       | x     | 13.60 | 13.49 | 13.60 |       |
| 23  | A      | Xie Limei               | Cina          | 13.54 | x     | 11.99 | 13.54 |       |
| 24  | B      | Valeriya Kanatova       | Uzbekistan    | 13.51 | 13.48 | 13.48 | 13.51 |       |
| 25  | B      | Andriana Bânova         | Bulgaria      | 13.50 | 13.50 | 12.86 | 13.50 |       |
| 26  | A      | Amanda Smock            | Stati Uniti   | x     | 12.99 | 13.25 | 13.25 |       |
| 27  | A      | Ruslana Tsykhotska      | Ucraina       | 13.21 | x     | x     | 13.21 |       |
| 28  | B      | Sevim Sinmez            | Turchia       | x     | 13.13 | 12.64 | 13.13 |       |
| NCL | A      | Patricia Sarrapio       | Spagna        | x     | x     | x     | NM    |       |
| NCL | B      | Snežana Rodič           | Slovenia      | x     | x     | x     | NM    |       |

### Finale
Finale cominciata alle 17:06.
| Pos | Nome              | Nazione       | #1    | #2    | #3    | #4    | #5    | #6    | Ris   | Note |
| --- | ----------------- | ------------- | ----- | ----- | ----- | ----- | ----- | ----- | ----- | ---- |
| 1   | Yamilé Aldama     | Gran Bretagna | 14.10 | 14.82 | x     | -     | -     | -     | 14.82 | SB   |
| 2   | Olga Rypakova     | Kazakistan    | x     | x     | x     | 14.45 | 14.63 | x     | 14.63 |      |
| 3   | Mabel Gay         | Cuba          | 14.08 | 14.05 | 14.19 | x     | 14.29 | 14.13 | 14.29 |      |
| 4   | Yargelis Savigne  | Cuba          | 14.28 | 14.18 | 14.12 | 13.68 | 14.11 | 13.90 | 14.28 |      |
| 5   | Kimberly Williams | Giamaica      | 14.05 | 13.41 | 14.22 | 13.72 | 13.76 | 14.27 | 14.27 |      |
| 6   | Anna Krylova      | Russia        | 13.92 | 14.21 | x     | 14.04 | x     | 14.06 | 14.21 |      |
| 7   | Li Yanmei         | Cina          | 13.82 | x     | x     | x     | 14.02 | x     | 14.02 |      |
| 8   | Dana Velďáková    | Slovacchia    | x     | x     | 13.97 | x     | x     | x     | 13.97 |      |